# Mohamed Fadil
Pour les articles homonymes, voir Fadil.
Mohamed Fadil (en arabe : محمد فاضل ), né le 15 novembre 1981 à Fès (Maroc), est un athlète marocain spécialiste des courses de fond,.

## Carrière
- Il remporte la médaille d'argent sur 10 000 m  et une médaille de bronze du semi-marathon  aux Jeux mondiaux universitaires  à Izmir  en 2005[3].
- Aux  Championnats du Monde Universitaire de Cross-country  en 2006 à Alger, il remporte la médaille d'or[4],[5].

- En 2007, Mohamed Fadil remporte deux médailles d'or lors de la 24e édition des Jeux mondiaux universitaires à Bangkok, sur 10 000 m[6] et sur semi-marathon [7],[8].

## Palmarès
| Date | Compétition                                          | Lieu     | Résultat | Discipline                     | Temps          |
| ---- | ---------------------------------------------------- | -------- | -------- | ------------------------------ | -------------- |
| 2002 | Championnats du monde de cross-country               | Dublin   | -e       | Cross/Junior Race / 30th IAAF  | 25 min 59 s    |
| 2003 | Championnats du monde de cross-country               | Lausanne | -e       | Cross /Junior Race / 31th IAAF | 24 min 36 s    |
| 2005 | Athlétisme à l'Universiade d'été de 2005             | Izmir    | 2e       | 10 000 m                       | 28 min 31 s 86 |
| 2005 | Athlétisme à l'Universiade d'été de 2005             | Izmir    | 3e       | Semi marathon                  | 1 h 03 min 52  |
| 2006 | Championnats du Monde Universitaire de Cross-country | Alger    | 1er      | Cross /Men Race / 15th FISU    | 27 min 59 s    |
| 2007 | Athlétisme à l'Universiade d'été de 2007             | Bangkok  | 1er      | 10 000 m                       | 30 min 19 s 41 |
| 2007 | Athlétisme à l'Universiade d'été de 2007             | Bangkok  | 1er      | Semi marathon                  | 1 h 05 min 49  |